# アロイス・イラーセク

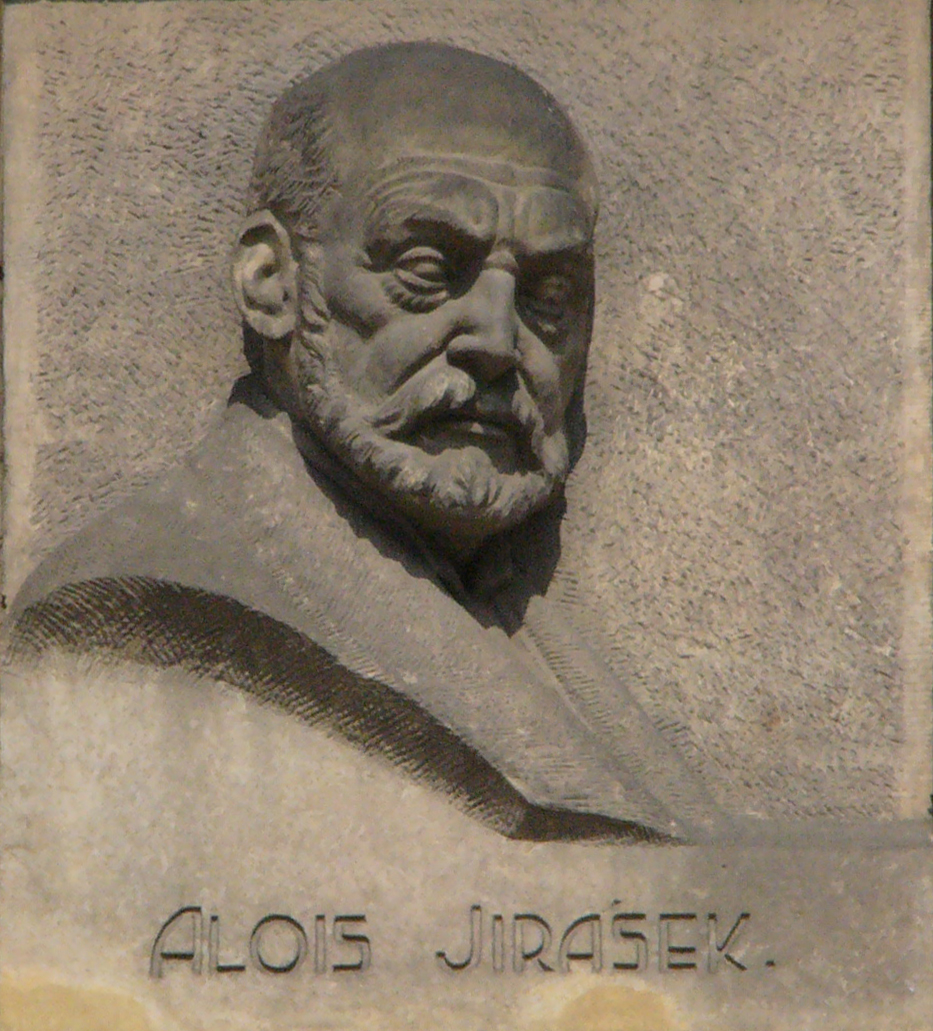
アロイス・イラーセク

アロイス・イラーセク（Alois Jirásek、1851年8月23日 - 1930年3月12日）は、チェコの歴史小説家、歴史劇作家。プラハ生まれ。
1909年まで高校の先生をしていたが、退職後に歴史を題材とした散文を書き始め、やがて長編歴史小説を手がけるようになった。19世紀後半のチェコ民族主義の高揚ともあいまって、世間に認められるようになった。今日でも、チェコにおいて影響力のある作家であり、その作品は、中学校や高校で教材として使われている。

## 主な作品

### 小説
- Staré pověsti české （1894年）
  - 『チェコの伝説と歴史』浦井康男訳・註解、北海道大学出版会、2011年、ISBN 4832967533
- Mezi proudy （1887年 – 1890年）
- Proti všem （1893年）
- Bratrstvo （1899年 – 1908年）
- Temno （1914年）
- F・L・ヴィェク （1888年 – 1906年、5部からなる歴史小説）
- Filosofská historie （1878年）

### 劇作
- Jan Hus （1911年）
- Jan Žižka （1903年）
- Jan Roháč （1914年）
- Lantern （1905年）
- Vojnarka （1891年）
- Otec （1895年）